# Маебаши
Маебаши (јап. 前橋市) град је у Јапану у префектури Гунма. Према попису становништва из 2005. у граду је живело 318.653 становника.

## Становништво
Према подацима са пописа, у граду је 2005. године живело 318.653 становника.
| 1995.   | 2000.   | 2005.   |
| ------- | ------- | ------- |
| 319.483 | 320.465 | 318.653 |

## Градови побратими
- Бермингхам
- Менаша
- Милвоки
- Орвијето